# 兴隆街道 (长春市)
兴隆街道，是中华人民共和国吉林省长春市九台区下辖的一个乡镇级行政单位。

## 行政区划
兴隆街道下辖以下地区：
新兴村、兴隆村、金川村、小荒地村、大荒地村、头道村、韩家村、东岗子村、前岗子村、五家子村、朝阳村、沟外村、姜家村、白家村、春光村、阎家村、龙凤村、新春村、马鞍山村和和新村。